# Ophionereis thryptica
Ophionereis thryptica är en ormstjärneart som först beskrevs av Murakami 1943.  Ophionereis thryptica ingår i släktet Ophionereis och familjen Ophionereididae.
Artens utbredningsområde är Madagaskar. Inga underarter finns listade i Catalogue of Life.